# Jorge Mobaied
Jorge Mobaied (Buenos Aires, 16 de octubre de 1924) es un director de cine de larga trayectoria en su país. Comenzó como asistente de prestigiosos realizadores como
Leopoldo Torre Nilsson,
René Mugica,
Leo Fleider y
Fernando Ayala. Dirigió cuatro largometrajes entre 1972 y 1974, y luego regresó a la función de asistente de dirección.

## Filmografía

### Ayudante de dirección
- Pasaporte a Río (1948)
- Un tropezón cualquiera da en la vida (1949)
- Toscanito y los detectives (1950)
- La indeseable (1951)

### Asistente de dirección
- La Rubia Mireya  (1948)
- Marihuana (1950)
- Vigilantes y ladrones (1952)
- La bestia debe morir (1952)
- Vida nocturna (1955)
- Graciela (1956)
- Las campanas de Teresa (1956)
- Oro bajo (1956)
- La caída (1958)
- Fin de fiesta (1959)
- Un guapo del 900  (1960)
- La gran aventura o Yo quiero vivir contigo (1960)
- Piel de verano  (1961)
- Los que verán a Dios  (1961)
- La cigarra no es un bicho (1962)
- Homenaje a la hora de la siesta (1962)
- Detrás de la mentira (1962)
- Setenta veces siete (1962)
- La fin del mundo (1962)
- El demonio en la sangre (1963)
- Testigo para un crimen (1963)
- El octavo infierno, cárcel de mujeres (1963)
- Un italiano en la Argentina (1965)
- Villa Delicia, playa de estacionamiento, música ambiental (1965)
- Nadie oyó gritar a Cecilio Fuentes (1965)
- Orden de matar (1965)
- Disloque en el presidio (1965)
- La buena vida (1966)
- La chica del lunes  (1966)
- Psexoanálisis  (1967)
- En mi casa mando yo  (1968)
- Los traidores de San Ángel  (1968)
- La fiaca (1969)
- La vida continúa (1969)
- El profesor hippie (1969)
- Los neuróticos (1969)
- Gitano (1970)
- Así es Buenos Aires (1970)
- Los mochileros (1970)
- La gran ruta  (1971)
- Piedra libre (1975)
- Adiós, Sui Generis (1975)
- Los chiflados dan el golpe (1975)
- ¿Qué es el otoño? (1976)
- Un toque diferente (1977)
- Allá lejos y hace tiempo (1978)
- Un idilio de estación (1978)
- …Y mañana serán hombres  (1979)

### Director
- Mi hijo Ceferino Namuncurá (1972)
- La colimba no es la guerra (1972)
- El cabo Tijereta (1973)
- Seguro de castidad (1974)

### Dirección de producción
- Contigo y aquí (1974)
- El inquisidor o  El fuego del pecado (1975)